# Ковтунов Євген Геннадійович
Євген Геннадійович Ковтунов (нар. 15 грудня 1980, Маріуполь, Донецька область, УРСР) — український футболіст, захисник.

## Життєпис
Вихованець ДЮСШ «Іллічівець» (Маріуполь). Перший тренер — А. А. Янушевський. У складі маріупольського клубу дебютував 29 вересня 2001 року в грі проти донецького «Металурга» у вищій лізі. Зіграв понад 100 матчів за «Іллічівець-2» і 21 — за дубль. У 2004 році виступав в оренді в «Миколаєві».
У 2006-2007 роках в числі цілого ряду гравців з України, серед яких були Володимир Мазяр, В'ячеслав Невинський, Юрій Буличев, Сергій Селезньов, Сергій Ружицький, Михайло Старостяк та інші, Ковтунов грав в азербайджанській команді «Сімург», яку очолював українець Роман Покора.
Після повернення з Азербайджану в 2007 році підписав контракт з «Олександрією». Дебютував за команду 13 серпня 2007 року в нічийному (1:1) домашньому поєдинку 5-о туру Першої ліги проти маріупольського «Іллічівця». Євген вийшов на поле в стартовому складі та відіграв увесь матч. Проте в «Олександрії» надовго не затримався, зіграв 4 матчі в Першій лізі та 1 поєдинок у кубку України. Професіональну кар'єру заіершував у «Миколаєві» та «Сталі» (Дніпродзержинськ). З 2009 році виступав на аматорському рівні за «Торпедо» (Миколаїв), «Портовик» (Маріуполь), «Судноремонтник» (Маріуполь), «Колос» (Хлібодарівка) та «Агро-Осипенко».